# Altes Herz geht auf die Reise (1987)
Altes Herz geht auf Reise ist ein Film des DDR-Fernsehens aus dem Jahr 1987 nach dem gleichnamigen Roman von Hans Fallada.

## Handlung
Der alte, weltfremde Professor Kittguß empfängt in seinem Berliner Haus einen ihm unbekannten Straßenjungen, der ihm eine rätselhafte Nachricht überbringt. Sein Patenkind, die Tochter eines befreundeten, verstorbenen Dorfpfarrers, bitte ihn mit einem Bibelspruch um Hilfe.
Der Professor froh, eine Abwechslung und Aufgabe gefunden zu haben, begibt sich auf die Reise zu seinem Patenkind. In dem kleinen Dorf angekommen, in dem der Dorfpfarrer sein Amt versah, sucht er sein Patenkind Rosemarie. Er findet sie auf einem heruntergekommenen Hof, der von ihren Pflegeeltern bewirtschaftet wird. Die Bäuerin begrüßt den Gast ungehalten und will ihn schnell wieder loswerden, weil sie sechs Kinder und den Hof zu versorgen hat. Doch der Professor bietet an, sich um sein Patenkind zu kümmern. Vom herbeigerufenen Hausherren wird er jedoch unter einem Vorwand im Keller des Hauses eingesperrt, weil der Hausherr den Verlust der Pflegesätze vom Landratsamt für all seine Pflegekinder befürchtet. Rosemarie befreit ihren Patenonkel schnell wieder und flieht mit ihm über den See zu einer Fischerhütte, in der sie Unterschlupf gefunden hat.
Rosemarie versucht den Professor zu überreden, mit ihr in der alten Fischerhütte zu leben, doch er lehnt das ab. Sie bezichtigt die Pflegeeltern, die Familie Schlieker, ihr Erbe und den Hof absichtlich zu Grunde zu wirtschaften. Der Professor kann das in seiner Weltfremdheit und Unkenntnis des bäuerlichen Lebens nicht verstehen und glaubt mit einem Geldgeschenk die Probleme Rosemaries bereinigen zu können.
Die Kinder des Dorfes, die alle bei den Bauern arbeiten müssen, obwohl sie eigentlich die Schule besuchen sollten, treffen sich bei der Fischerhütte und beschließen, dass es im Dorf anders, gerechter und freundlicher werden soll.
Unterdessen wird Bauer Schlieker vom Gendarm verhaftet, weil er den Diakonissen-Schwestern nicht die ihm anvertrauten Pflegekinder herausgeben will. Er belügt jedoch dem Amtsrichter und erfindet immer neue Ausreden für sein Handeln. Letztendlich bezichtigt er sogar den Professor,  Rosemarie geküsst zu haben und mit ihr geflohen zu sein. Der Amtsrichter glaubt diese Ausrede, und Schlieker kommt wieder frei.
Die Dorfkinder helfen und unterstützen Rosemarie in ihrem Handeln, auch wenn sie das selbst oft in Gefahr bringt. Der Professor indessen genießt die Naturnähe und Ruhe bei der Fischerhütte. Er verschläft viele der dramatischen Ereignisse um die Kinder im Dorf. Er erwacht am nächsten Morgen, durchwandert die Gegend, besichtigt ein Dolmengrab, erfreut sich an Wetter und Natur und wandert in das nächste Dorf. Dort stellt er im Dorfgasthof nach dem Frühstück fest, dass er die Zeche nicht zahlen kann, weil all sein Geld Rosemarie bekommen hat. Der Gendarm, von den Wirtsleuten gerufen, bringt den Professor zum Amtsgericht.
Der Amtsrichter will dem Professor und den Kindern helfen. Der Professor beschreibt sich selbst als eigensüchtigen, alten Mann, der nur an sich dachte. Aber dann hätte er die Kinder und ihre Solidarität im Dorfe gesehen. Das wäre für ihn ein wunderbares Erlebnis gewesen, und nun würde für ihn und die Kinder des Dorfes alles anders werden. Er sei bisher in seinem Leben nur im Kreis gelaufen und hätte sich nur um sich selbst gedreht. Das hätte seinen Blick getrübt und er hätte nicht mehr die Menschen in seiner Umgebung wahrgenommen. Der Professor will in seiner Güte die Familie Schlieker mit Geld besänftigen und Rosemarie und ihren ererbten Hof freikaufen. Vom Amtsrichter soll er dafür Unterstützung erhalten.
Bauer Schlieker durchsucht indessen die Fischerhütte, findet das Geld, das der Professor Rosemarie geschenkt hatte und nimmt es an sich.
Rosemarie kommt zurück auf den Schliekerhof und findet Frau Schlieker mit einem epileptischen Anfall hilflos auf dem Boden. Sie kümmert sich um die kranke Frau. Bauer Schlieker versteckt das gestohlene Geld auf seinem Hof, wird dabei jedoch von Rosemarie ertappt. Er sperrt sie aber kurzerhand wieder ein. Er will Rosemarie aus Habgier auf dem Hof behalten und verärgert mit dieser Nachricht auch seine kranke Frau. Frau Schlieker zündet daraufhin den Hof an, doch alle Dorfbewohner können das Feuer löschen.
Zeitsprung: Der Professor wohnt seit dem Brand mit Rosemarie in der Fischerhütte. Sein altes Leben sei nun vorbei. Ein Fest wird vorbereitet und selbst der Amtsrichter kommt zur Fischerhütte. Der Professor hat nun eine große Familie mit Rosemarie und den Kindern des Dorfes gefunden, mit denen er zusammen glücklich und sinnvoll leben will.

## Kritik
Laut dem Lexikon des internationalen Films handelt es sich um ein einen „eher oberflächlichen Fernsehfilm“.